# LMFA9 2016
La LMFA9 2016 (ufficialmente 2015-2016) è la 3ª edizione del campionato di football a 9, organizzato dalla FMFA.

## Squadre partecipanti
| Club                  | Città           | Stadio | Sponsor ufficiale | Risultato nella stagione 2015 |
| --------------------- | --------------- | ------ | ----------------- | ----------------------------- |
| Alcorcón Smilodons    | Alcorcón        |        |                   |                               |
| Arganda Blackhawks    | Arganda del Rey |        |                   |                               |
| Camioneros de Coslada | Coslada         |        |                   |                               |
| Guadalajara Stings    | Guadalajara     |        |                   |                               |
| Madrid Capitals       | Madrid          |        |                   |                               |
| Majadahonda Wildcats  | Majadahonda     |        |                   |                               |
| Toros de Madrid       | Madrid          |        |                   |                               |
| Tres Cantos Jabatos   | Tres Cantos     |        |                   |                               |

## Stagione regolare

### Calendario

#### 1ª giornata
| Alcorcón 15 novembre 2015, ore 12:00 | Alcorcón Smilodons | 27 – 6 referto | Madrid Capitals | \| Arbitro: \| Mondejar \| |
| Arbitro:                             | Mondejar           |                |                 |                            |

#### 2ª giornata
| Majadahonda 22 novembre 2015, ore 10:00 | Majadahonda Wildcats | 24 – 20 referto | Tres Cantos Jabatos | \| Arbitro: \| Rojas \| |
| Arbitro:                                | Rojas                |                 |                     |                         |

#### 3ª giornata
| Alcorcón 29 novembre 2015, ore 12:00 | Alcorcón Smilodons | 0 – 38 referto | Camioneros de Coslada | \| Arbitro: \| Lara \| |
| Arbitro:                             | Lara               |                |                       |                        |

#### 4ª giornata
| Majadahonda 12 dicembre 2015, ore 13:30 | Madrid Capitals | 0 – 62 referto | Majadahonda Wildcats | \| Arbitro: \| Lara \| |
| Arbitro:                                | Lara            |                |                      |                        |

| Arganda del Rey 13 dicembre 2015, ore 16:00 | Arganda Blackhawks | 8 – 12 referto | Guadalajara Stings | \| Arbitro: \| Dueñas \| |
| Arbitro:                                    | Dueñas             |                |                    |                          |

#### 5ª giornata
| Coslada 20 dicembre 2015, ore 12:00 | Camioneros de Coslada | 43 – 0 referto | Tres Cantos Jabatos | Polideportivo Valleaguado\| Arbitro: \| Mondejar \| |
| Arbitro:                            | Mondejar              |                |                     |                                                     |

| Guadalajara 20 dicembre 2015, ore 16:00 | Guadalajara Stings | 3 – 7 referto | Toros de Madrid | \| Arbitro: \| Dueñas \| |
| Arbitro:                                | Dueñas             |               |                 |                          |

#### 6ª giornata
| Madrid 23 gennaio 2016, ore 17:00 | Toros de Madrid | 8 – 22 referto | Alcorcón Smilodons | Centro Deportivo Municipal de Vicálvaro\| Arbitro: \| Lara \| |
| Arbitro:                          | Lara            |                |                    |                                                               |

| Coslada 24 gennaio 2016, ore 12:00 | Madrid Capitals | 0 – 42 referto | Camioneros de Coslada | Polideportivo Valleaguado\| Arbitro: \| Nuez \| |
| Arbitro:                           | Nuez            |                |                       |                                                 |

| Arganda del Rey 24 gennaio 2016, ore 17:00 | Arganda Blackhawks | 0 – 46 referto | Tres Cantos Jabatos | \| Arbitro: \| Dueñas \| |
| Arbitro:                                   | Dueñas             |                |                     |                          |

#### 7ª giornata
| Arganda del Rey 31 gennaio 2016, ore 16:00 | Arganda Blackhawks | 12 – 28 referto | Madrid Capitals | \| Arbitro: \| Lara \| |
| Arbitro:                                   | Lara               |                 |                 |                        |

#### 8ª giornata
| Majadahonda 6 febbraio 2016, ore 15:00 | Majadahonda Wildcats | 56 – 0 referto | Guadalajara Stings | \| Arbitro: \| Mondejar \| |
| Arbitro:                               | Mondejar             |                |                    |                            |

| Tres Cantos 7 febbraio 2016, ore 16:00 | Tres Cantos Jabatos | 20 – 28 referto | Toros de Madrid | \| Arbitro: \| Dueñas \| |
| Arbitro:                               | Dueñas              |                 |                 |                          |

#### 9ª giornata
| Coslada 14 febbraio 2016, ore 12:00 | Camioneros de Coslada | 35 – 0 referto | Majadahonda Wildcats | Polideportivo Valleaguado\| Arbitro: \| Mondejar \| |
| Arbitro:                            | Mondejar              |                |                      |                                                     |

#### 10ª giornata
| Madrid 27 febbraio 2016, ore 17:00 | Toros de Madrid | 42 – 7 referto | Madrid Capitals | Centro Deportivo Municipal de Vicálvaro\| Arbitro: \| Dueñas \| |
| Arbitro:                           | Dueñas          |                |                 |                                                                 |

| Coslada 28 febbraio 2016, ore 12:00 | Camioneros de Coslada | 62 – 0 referto | Arganda Blackhawks | Polideportivo Valleaguado\| Arbitro: \| Lara \| |
| Arbitro:                            | Lara                  |                |                    |                                                 |

#### 11ª giornata
| Majadahonda 12 marzo 2016, ore 17:00 | Majadahonda Wildcats | 36 – 44 referto | Toros de Madrid | \| Arbitro: \| Mondejar \| |
| Arbitro:                             | Mondejar             |                 |                 |                            |

| Guadalajara 13 marzo 2016, ore 17:00 | Guadalajara Stings | 12 – 47 referto | Alcorcón Smilodons | \| Arbitro: \| Lara \| |
| Arbitro:                             | Lara               |                 |                    |                        |

#### 12ª giornata
| Tres Cantos 2 aprile 2016, ore 11:00 | Tres Cantos Jabatos | 29 – 22 referto | Madrid Capitals | \| Arbitro: \| Carrasco \| |
| Arbitro:                             | Carrasco            |                 |                 |                            |

| Arganda del Rey 3 aprile 2016, ore 16:00 | Arganda Blackhawks | 0 – 44 referto | Majadahonda Wildcats | \| Arbitro: \| Dueñas \| |
| Arbitro:                                 | Dueñas             |                |                      |                          |

#### 13ª giornata
| Madrid 9 aprile 2016, ore 17:00 | Toros de Madrid | 21 – 26 referto | Camioneros de Coslada | Centro Deportivo Municipal de Vicálvaro\| Arbitro: \| Mondejar \| |
| Arbitro:                        | Mondejar        |                 |                       |                                                                   |

#### 14ª giornata
| Alcorcón 24 aprile 2016, ore 12:00 | Alcorcón Smilodons | 1 – 0 (a tavolino) referto | Arganda Blackhawks |  |

| Guadalajara 24 aprile 2016, ore 17:00 | Guadalajara Stings | 0 – 53 referto | Camioneros de Coslada | \| Arbitro: \| Rojas \| |
| Arbitro:                              | Rojas              |                |                       |                         |

#### 15ª giornata
| Madrid 7 maggio 2016, ore 17:00 | Toros de Madrid | 1 – 0 (a tavolino) referto | Arganda Blackhawks | Centro Deportivo Municipal de Vicálvaro\| Arbitro: \| Dueñas \| |
| Arbitro:                        | Dueñas          |                            |                    |                                                                 |

| Majadahonda 8 maggio 2016, ore 12:00 | Majadahonda Wildcats | 2 – 8 referto | Alcorcón Smilodons | \| Arbitro: \| Dueñas \| |
| Arbitro:                             | Dueñas               |               |                    |                          |

| Tres Cantos 8 maggio 2016, ore 16:00 | Tres Cantos Jabatos | 48 – 6 referto | Guadalajara Stings | \| Arbitro: \| Lara \| |
| Arbitro:                             | Lara                |                |                    |                        |

#### 16ª giornata
| Tres Cantos 22 maggio 2016, ore 16:00 | Tres Cantos Jabatos | 19 – 6 referto | Alcorcón Smilodons | \| Arbitro: \| Rojas \| |
| Arbitro:                              | Rojas               |                |                    |                         |

#### 17ª giornata
| Guadalajara 29 maggio 2016, ore 11:00 | Madrid Capitals | 20 – 0 referto | Guadalajara Stings | \| Arbitro: \| Lara \| |
| Arbitro:                              | Lara            |                |                    |                        |

### Classifica
La classifica della regular season è la seguente:
- PCT = percentuale di vittorie, G = partite giocate, V = partite vinte,  P = partite perse, PF = punti fatti, PS = punti subiti

| Pos. | Squadra               | PCT   | G | V | N | P | PF  | PS  |
| ---- | --------------------- | ----- | - | - | - | - | --- | --- |
| 1    | Camioneros de Coslada | 1.000 | 7 | 7 | 0 | 0 | 299 | 21  |
| 2    | Alcorcón Smilodons    | .714  | 7 | 5 | 0 | 2 | 111 | 85  |
| 3    | Toros de Madrid       | .714  | 7 | 5 | 0 | 2 | 151 | 114 |
| 4    | Majadahonda Wildcats  | .571  | 7 | 4 | 0 | 3 | 224 | 107 |
| 5    | Tres Cantos Jabatos   | .571  | 7 | 4 | 0 | 3 | 182 | 129 |
| 6    | Madrid Capitals       | .286  | 7 | 2 | 0 | 5 | 83  | 214 |
| 7    | Guadalajara Stings    | .286  | 7 | 1 | 0 | 6 | 33  | 239 |
| 8    | Arganda Blackhawks    | .000  | 7 | 0 | 0 | 7 | 20  | 194 |

## Verdetti
- Camioneros de Coslada Campioni della LMFA9 (1º titolo)